# Tri Nations 1998
Il Tri Nations 1998 (in inglese 1998 Tri Nations Series) fu la 3ª edizione del torneo annuale di rugby a 15 tra le squadre nazionali di Australia, Nuova Zelanda e Sudafrica.
Si tenne dall'11 luglio al 22 agosto 1998 e fu vinto per la prima volta dal Sudafrica.
Il calendario del torneo fu strutturato in maniera tale da avere ognuna delle tre squadre in casa per due incontri consecutivi: le prime due gare si tennero in Australia e a seguire in Nuova Zelanda; dopo una settimana di pausa il torneo si spostò in Sudafrica.
Gli Springbok, anche se di stretto margine, vinsero tutti e quattro gli incontri e si aggiudicarono per la prima volta campioni del Tri Nations.
Nick Mallett, all'epoca C.T. della squadra vincente, si spinse ad affermare che quella da lui guidata era la «migliore squadra del mondo», forte delle 13 vittorie consecutive di cui nove precedenti al torneo, e che a suo parere il Sudafrica campione del Tri Nations 1999 era una squadra perfino superiore a quella vittoriosa quattro anni prima alla Coppa del Mondo 1995.
Rilevante altresì la prestazione negativa della Nuova Zelanda, campione nelle due precedenti stagioni con 8 vittorie complessive in altrettanti incontri e, nel 1999, battuta in tutti e quattro gli incontri: era mezzo secolo, dal tour del 1949, che gli All Blacks non subivano una tale striscia di sconfitte consecutive, nell'occasione addirittura sei.
Il valore delle marcature, come stabilito dall’IRFB nel 1992, era: 5 punti per ciascuna meta (7 se trasformata), 3 punti per la realizzazione di ciascun calcio piazzato, idem per il drop.

## Nazionali partecipanti e sedi
| Squadra       | Città                   | Impianto interno                      |
| ------------- | ----------------------- | ------------------------------------- |
| Australia     | Melbourne Subiaco       | Melbourne Cricket Ground Subiaco Oval |
| Nuova Zelanda | Christchurch Wellington | Lancaster Park Athletic Park          |
| Sudafrica     | Durban Johannesburg     | Kings Park Ellis Park                 |

## Risultati
| Arbitro: | Clayton Thomas |

|           |      |                   |
| Burke (2) | mt   | I. Jones Kronfeld |
| Burke     | tr   |                   |
| Burke (4) | c.p. | Mehrtens Spencer  |

| Arbitro: | Colin Hawke |

|             |      |                 |
| Tune Gregan | mt   | v.d. Westhuizen |
| Burke       | c.p. | Montgomery (3)  |

| Arbitro: | Ed Morrison |

|          |      |                |
|          | mt   | P. Rossouw     |
|          | tr   | Montgomery     |
| Mehrtens | c.p. | Montgomery (2) |

| Arbitro: | Derek Bevan |

|                        |      |                                               |
| Cullen 76’ Lomu 80’    | mt   | 6’ Bowman 37’ Burke 41’ J. Little 70’ Larkham |
| Mehrtens 76’, 80’      | tr   | 41’, 70’ Eales                                |
| Mehrtens 32’, 53’, 60’ | c.p. | 56’ Burke                                     |

| Arbitro: | Pete Marshall |

|                                            |      |                  |
| Dalton Skinstad Terblanche v.d. Westhuizen | mt   | Marshall Randell |
| Montgomery (2)                             | tr   | Mehrtens (2)     |
|                                            | c.p. | Mehrtens (3)     |

| Arbitro: | Jim Fleming |

|                 |      |           |
| Garvey Skinstad | mt   |           |
| Montgomery (2)  | tr   |           |
| Montgomery (5)  | c.p. | Burke (5) |

## Classifica
| Pos | Squadra       | G | V | N | P | PF | PS | DP  | BMP | Pt |
| --- | ------------- | - | - | - | - | -- | -- | --- | --- | -- |
| 1   | Sudafrica     | 4 | 4 | 0 | 0 | 80 | 54 | +26 | 1   | 17 |
| 2   | Australia     | 4 | 2 | 0 | 2 | 79 | 82 | −3  | 2   | 10 |
| 3   | Nuova Zelanda | 4 | 0 | 0 | 4 | 65 | 88 | −23 | 2   | 2  |